# Konferenzschaltung (Rundfunk)
Eine Konferenzschaltung im Rundfunk (Hörfunk oder Fernsehen) besteht aus mindestens zwei Berichterstattungen, zwischen denen hin- und hergeschaltet wird. Die Konferenzschaltung ist bei Ereignissen, die an mehreren Schauplätzen stattfinden, üblich. Dazu gehören vor allem Wahlen und Sportveranstaltungen. Ein bekanntes Beispiel ist die Bundesligakonferenz der ARD.
In der herkömmlichen Übertragungstechnik erfolgt die Umschaltung durch die Senderegie. Neuere Fernsehtechnik erlaubt das Umschalten durch den Zuschauer. Beispielsweise bietet der Bezahlfernsehsender Premiere seit der Saison 2000/01 eine Konferenzschaltung über die Deutsche Fußball-Bundesliga an.
Siehe auch: Konferenzschaltung (Telekommunikation)